# Mariano Salvador Maella
Mariano Salvador Maella Pérez (n. 21 august 1739, Valencia, Comunitatea Valenciană, Spania – d. 10 mai 1819, Madrid, Madrid⁠(d), Spania) a fost un pictor spaniol cunoscut în principal pentru portretele și frescele sale religioase.

## Biografie
Maella s-a născut în Valencia. Educația sa artistică a început cu tatăl său, care era, de asemenea, pictor. În 1752, la vârsta de unsprezece ani, s-a mutat la Madrid și a primit lecții de la Felipe de Castro, un sculptor care a contribuit la introducerea stilului neoclasic în Spania. A urmat înscrierea la Real Academia de Bellas Artes de San Fernando, unde a atras atenția lui Antonio González Velázquez (cu a cărui fiică se va căsători mai târziu).
În 1757, cu banii obținuți din trei premii acordate de Academie și cu sprijinul familiei sale, a reușit să studieze la Roma. S-a întors în Spania în 1765 și a participat la remodelarea Palacio Real de Madrid sub conducerea lui Anton Raphael Mengs, care a avut o influență semnificativă asupra stilului său. În 1772, a creat ilustrații pentru o nouă ediție a operelor lui Francisco de Quevedo.
Cariera sa la Madrid a început cu adevărat când a fost numit pictor de curte în 1774 și a devenit cunoscut pentru portretele sale. A lucrat nu numai la Palacio Real, ci și la La Granja de San Ildefonso⁠(d), la Palacio de El Pardo și la Palacio de El Escorial. În plus, a restaurat lucrările lui Juan de Borgoña⁠(d) la Catedrala din Toledo, a pictat fresce la Catedrala Burgo de Osma și a creat desene pentru Fabrica Regală de Tapiserie; unde a fost, de asemenea, supraveghetor pentru noii artiști. Din 1795 până în 1798, după moartea lui Francisco Bayeu⁠(d), a ocupat funcția de director general al Academiei.
În 1799, el și Francisco Goya au fost numiți principalii pictori ai curții și a început să lucreze la restaurarea mai multor situri regale. După căderea regelui Carlos al IV-lea în 1808, el nu a ezitat să-și schimbe loialitatea față de noul guvern francez al regelui José I și a primit în schimb ospitalitatea regelui. Acest lucru a dus în cele din urmă la sfârșitul carierei sale. Când regele Fernando al VII-lea a preluat tronul, Maella a fost acuzat că este Afrancesado⁠(d), a fost demis de la curte și s-a pensionat cu doar o cincime din salariu, pentru a fi înlocuită de Vicente López Portaña⁠(d), unul dintre elevii săi. A murit, la vârsta de 79 de ani, la Madrid.

## Selecție de picturi

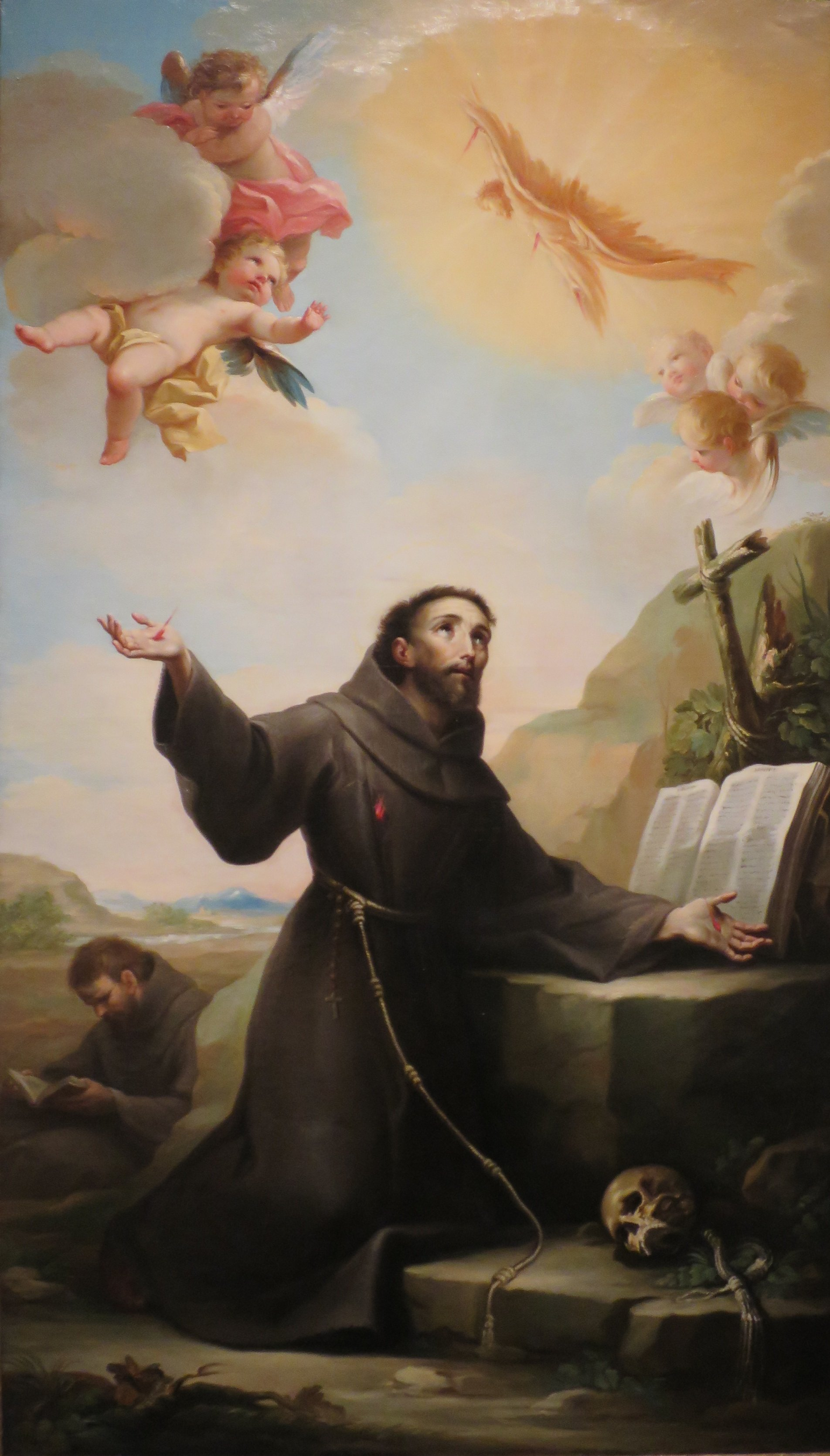
Sfântul Francisc de Assisi primind stigmatele
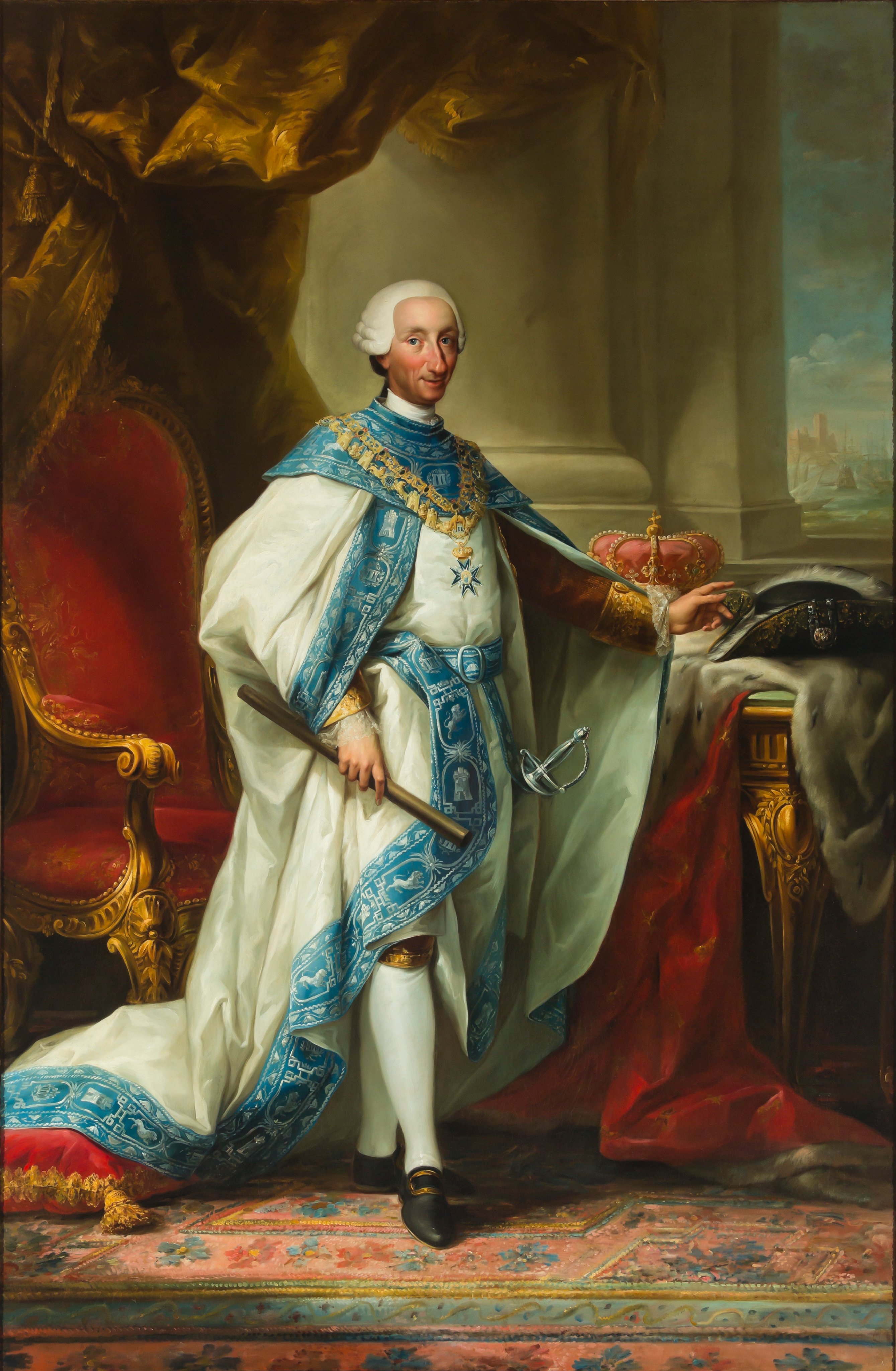
Regele Carlos III, purtând uniforma ordinului său
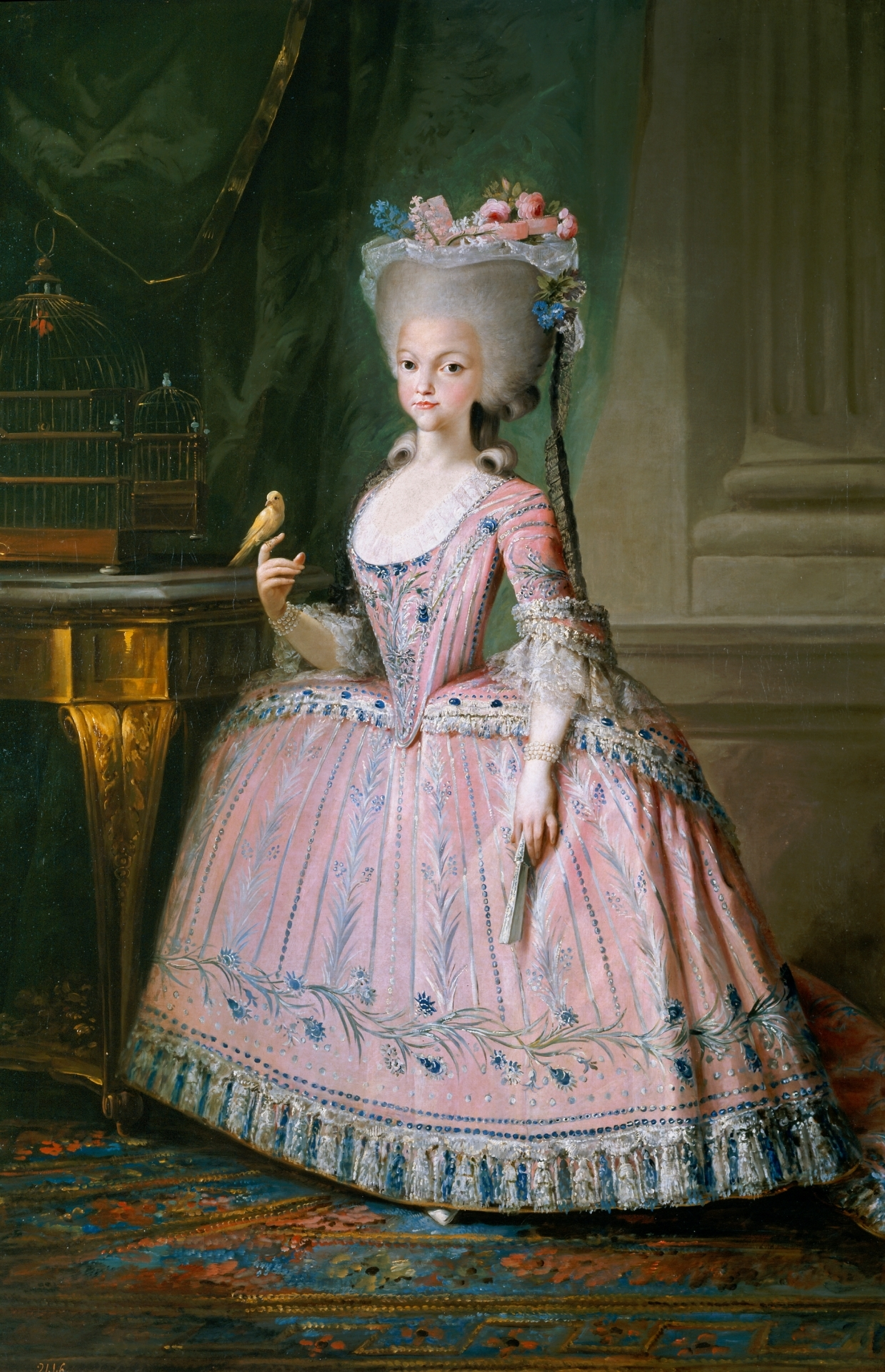
Regina Charlotte de Spania
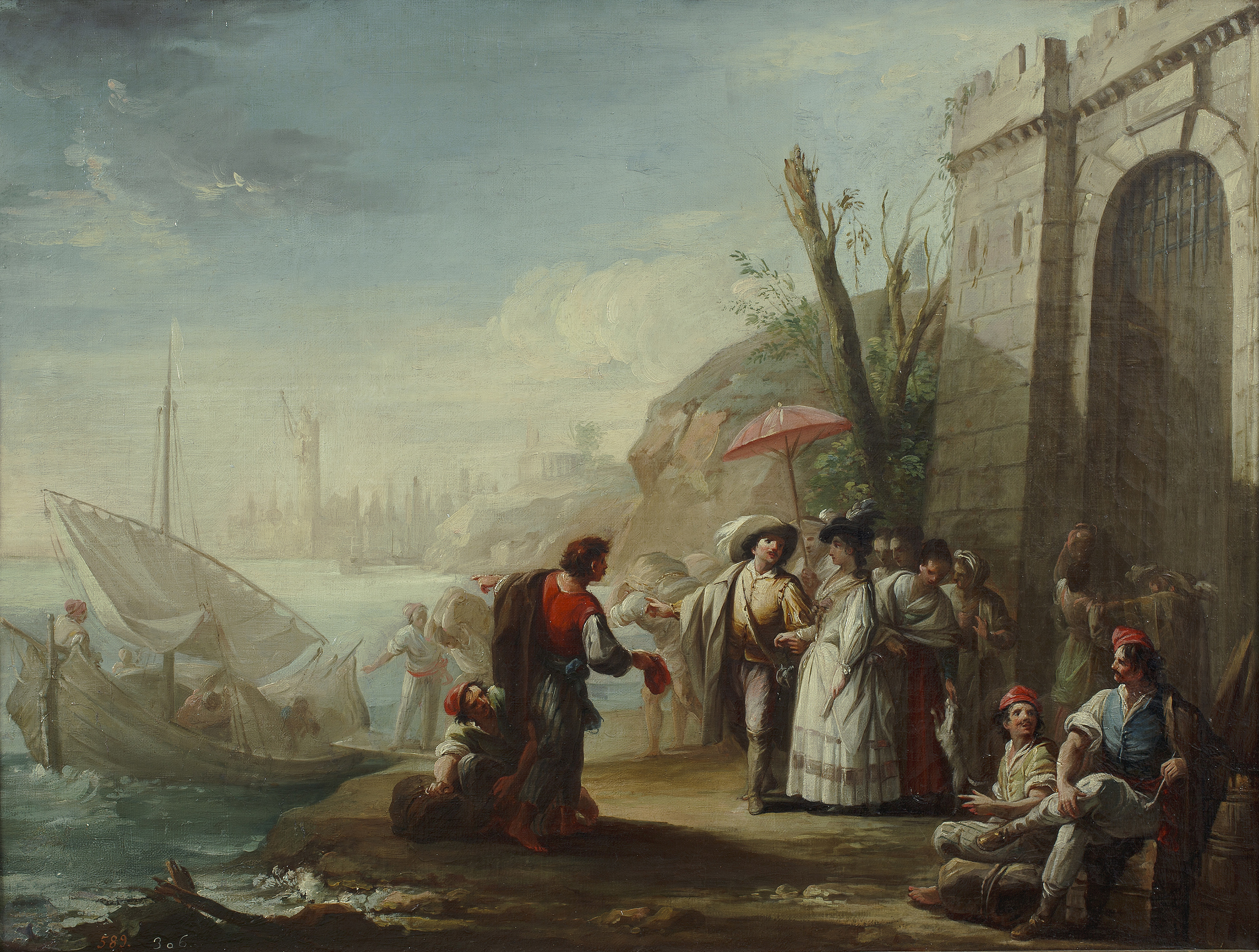
Îmbarcarea
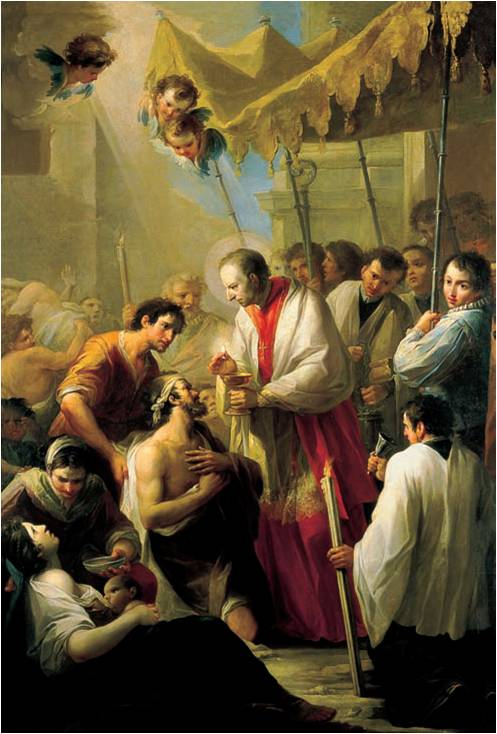
Sfântul Carlo Borromeo